# Wine of Youth
Wine of Youth és una pel·lícula muda de comèdia dramàtica estatunidenca del 1924 dirigida per King Vidor, i estrenada per Metro-Goldwyn-Mayer, poc després de la fusió que va crear MGM l'abril de 1924. Vidor no la va considerar prou important com per esmentar-la a la seva autobiografia, tot i que va avançar en les carreres de tres joves estrelles futures: Ben Lyon, Eleanor Boardman i William Haines.
Un dels primers romanços "garçonne" dels feliços anys vint, Vidor va posar a prova els límits de presentar un comportament social no convencional entre els joves nord-americans a l'Era del jazz que acaba amb un cant a l'autoritat parental.

## Trama
Mary (Eleanor Boardman) és una noia festejada per dos pretendents però que té por del matrimoni per les baralles dels seus pares. Finalment accepta a Lynn, el més refinat i equilibrat dels dos pretendents.

## Repartiment
- James W. Morrison com a Clinton
- Johnnie Walker com a William
- ZaSu Pitts com a Lucy (escenes esborrades)
- Niles Welch com a Robert
- Creighton Hale com a Richard
- Ben Lyon com a Lynn
- William Haines com a Hal
- William Collier, Jr. com a Max
- Pauline Garon com a Tish
- Eulalie Jensen com a mare
- E. J. Ratcliffe com a Pare
- Gertrude Claire com l'àvia
- Robert Agnew com a Bobby
- Lucille Hutton com a Anne
- Virginia Lee Corbin com a garçonne
- Anne Sheridan com a garçonne (com a Gloria Heller)
- Sidney De Grey com a Doctor (com Sidney De Grey)
- Jean Arthur com a Automobile Reveler (sense acreditar)
- Aggie Herring com a la cuinera (sense acreditar)

## Producció
L'arribada de Vidor al recentment fusionat Metro-Goldwyn-Mayer marcaria l'inici d'una associació de 20 anys amb l'estudi. Wine of Youth és la seva primera pel·lícula que apareix sota M-G-M.

## Tema
Wine of Youth és la primera de les quatre pel·lícules que van precedir l'èpica de guerra de Vidor La gran desfilada (1925). En essència, aquestes quatre "pel·lícules de joventut en flames de l'era del jazz" de les quals tres sobreviuen tenen poca semblança amb l'obra que va sorgir a finals de la dècada de 1920.
Vidor obre la pel·lícula contrastant els rituals de festeig que van caracteritzar les mares i àvies de les femenines "garçonnes" en el període posterior a la Primera Guerra Mundial. Les dones joves de l'era victoriana anterior es desmaien mentre s'acosten al saló dels seus pares amb els seus beaux, declarant que "mai no hi ha hagut un amor tan gran com el nostre". Les garçonnes alliberades rebutgen aquestes convencions i organitzen una falsa lluna de mel amb els seus xicots al bosc. Aquí beuen alcohol, fumen cigarrets i juguen sexualment, imatges molt atractives per a la joventut urbana d'aquella època. (Vidor va descriure la pel·lícula com una "peça d'explotació").
Després d'haver desafiat la convencionalitat i coquetejat amb la seva virginitat, la protagonista, Mary, descobreix un nou i genuí desig pel seu futur marit que la torna al redil: "mai no hi ha hagut un amor tan gran com el nostre". Aparentment un esforç per presentar les virtuts d'un matrimoni de prova -per descobrir "com és un home en la vida quotidiana abans de donar-li ho tot" - Vidor va afirmar que "hi havia tantes restriccions i inhibicions que realment es va treure les entranyes de la idea.”

## Conservació
La pel·lícula es conserva a George Eastman House, Rochester, Nova York. El febrer de 2020, la pel·lícula es va projectar al 70è Festival Internacional de Cinema de Berlín, com a part d'una retrospectiva dedicada a la carrera de King Vidor.